# 王安憶
王 安憶（おう あんおく、1954年3月6日—）は、中華人民共和国の小説家。代表作に小説『長恨歌』。現在は中国作家協会副主席を務めるほか、復旦大学の兼任教授である。

## 略歴
原籍は福建省同安県で、1954年3月6日に江蘇省南京市に生まれた。母は作家の茹志鵑、父は劇作家・演出家の王嘯平。
1955年、作家である母の茹志鵑の中国作家協会上海分会への転属にともない上海に転居した。
文化大革命の時、1970年から安徽省蚌埠市五河県の農村に下放され労働に従事。
1970年、安徽省五河県の農業生産隊に入り積極分子大会の代表に選ばれる。
1971年、中国共産主義青年団に加入。
1972年、江蘇省徐州地区文芸工作団に入り、楽団でアコーディオンを担当。
1975年より、作品の発表をはじめる。
1976年、処女作『向前進』は『江蘇文芸』掲載された。
1978年上海に帰り、『児童時代』の編集部に転任。
1980年に中国作家協会第五期文学講習所で学習。
1981年には徐州某楽団指揮の李章と結婚。同年、『児童時代』を退社。同年に発表した短篇小説『本次列車終點』が第一回全国優秀短篇小説賞を受賞した。
1983年、アイオワ大学で「国際創作計画」の文学活動。
1985年、中篇小説『小鮑莊』は『中国作家』雜誌掲載された。『小鮑莊』が第四回全国優秀中篇小説賞を受賞。
1986年に招かれて訪米。
1987年、上海作家協会創作室に転職。
1996年、『長恨歌』は発表の後、第五回茅盾文学賞を受賞した。
2001年に第一回マレーシア花蹤世界華文文学賞を受賞。
2004年に発表した短篇小説『髮廊情話』が第三回魯迅文学賞優秀短篇小説賞を受賞した。
2013年にフランス芸術文化勲章を獲得した。

## 作品

### 長篇小説
- 『69期初中生』
- 『黄河故道人』
- 『流水三十章』
- 『米尼』北京聯合出版公司、北京市、2014年10月1日。ISBN 9787550233263。
- 『紀実与虚構』、人民文学出版社、1993年6月
- 『長恨歌』人民文学出版社、北京市、2004年5月1日。ISBN 9787020096923。
- 『富萍』、湖南文芸出版社、2000年9月
- 『上種紅菱下種藕』北京聯合出版公司、北京市、2014年10月1日。ISBN 9787550233249。
- 『桃之夭夭』北京聯合出版公司、北京市、2014年10月1日。ISBN 9787550233270。
- 『遍地梟雄』北京聯合出版公司、北京市、2014年10月1日。ISBN 9787550233225。
- 『啓蒙時代』
- 『天香』人民文学出版社、北京市、2014年6月1日。ISBN 9787020098767。
- 『匿名』人民文学出版社、北京市、2016年1月1日。ISBN 9787020112616。
- 『姊妹行』上海文芸出版社、上海市、2012年8月1日。ISBN 9787532144976。
- 『豊饒与貧瘠』上海人民出版社、上海市、2015年6月1日。ISBN 9787208129528。

### 小説集
- 『雨、沙沙沙』上海文芸出版社、上海市、2015年12月1日。ISBN 9787532158843。
- 『王安憶的上海』三聯書店、2014年4月1日。ISBN 9787807680215。
- 『大劉莊』上海文芸出版社、上海市、2013年5月1日。ISBN 9787532148431。
- 『妹頭』北京聯合出版公司、北京市、2014年10月1日。ISBN 9787550233256。
- 『崗上的世紀』上海文芸出版社、上海市、2013年7月1日。ISBN 9787532148394。
- 『弟兄們』上海文芸出版社、上海市、2013年7月1日。ISBN 9787532148387。
- 『香港的情与愛』上海文芸出版社、上海市、2013年8月1日。ISBN 9787532148370。
- 『悲慟之地』上海文芸出版社、上海市、2013年5月1日。ISBN 9787532147946。
- 『天仙配』上海文芸出版社、上海市、2015年12月1日。ISBN 9787532158829。
- 『我愛比爾』北京聯合出版公司、北京市、2014年11月1日。ISBN 9787550233201。
- 『愛向虚空迷茫中』上海文芸出版社、上海市、2013年5月1日。ISBN 9787532147953。
- 『陸地上的票流瓶』中国盲文出版社、北京市、2008年3月1日。ISBN 9787500226284。
- 『文工団』上海文芸出版社、上海市、2013年5月1日。ISBN 9787532148400。
- 『月色撩人』北京聯合出版公司、北京市、2014年10月1日。ISBN 9787550233294。
- 『衆声喧嘩』上海文芸出版社、上海市、2013年1月1日。ISBN 9787532147151。
- 『文革軼事』上海文芸出版社、上海市、2013年8月1日。ISBN 9787532147960。
- 『黒黒白白』
- 『流逝』
- 『尾声』
- 『小鮑莊』
- 『烏托邦詩篇』
- 『荒山之戀』
- 『傷心太平洋』、華芸出版社、1995年1月
- 『海上繁華夢』
- 『叔叔的故事』
- 『人世的沈浮』
- 『隱居的時代』
- 『憂傷的年代』
- 『化妝間』
- 『儿女英雄伝』
- 『剃度』
- 『現代生活』

### 散文
- 『蒲公英』
- 『独語』
- 『走近世紀初』
- 『旅徳的故事』
- 『乘火車旅行』
- 『重建象牙塔』
- 『王安憶散文』
- 『窗外与窗里』
- 『漂泊的語言』
- 『母女同游美利堅』
- 『街灯底下』

## 邦訳
- 『終着駅 80年代中国女流文学選2』、現代中国文学翻訳研究会訳、NGS、1987
- 『現代中国文学選集 王安憶』、佐伯慶子訳、徳間書店、1989
- 『富萍 コレクション中国同時代小説6』、飯塚容・宮入いずみ訳、勉誠出版、2012
- 『長恨歌』、飯塚容訳、アストラハウス、2023

## 受賞
1979年、『誰是未來的中隊長』、全国児童文学二等賞。
1981年、『本次列車終點』、第一回全国優秀短篇小説賞。
1981、82年、『流逝』、全国優秀中編小説賞。
1985年、『小鮑莊』、全国優秀中篇小説賞。
1996年、『紀実与虚構』、台湾聯合報讀書人最佳書賞文学類。
1996年、『長恨歌』、中国時報開卷好書賞十大好書中文創作類。
1998年、『長恨歌』、第四回上海文学芸術賞。
2000年、『長恨歌』、第五回茅盾文学賞。
2001年、『富萍』、中国時報開卷好書賞十大好書中文創作類。
2001年、第一回星洲日報花蹤世界華文文学賞。
2002年、『上種紅菱下種藕』、中国時報開卷好書賞十大好書中文創作類、台湾聯合報讀書人最佳書賞文学類。
2004年、『髮廊情話』、第三回魯迅文学賞優秀短篇小説賞。
2005年、『遍地梟雄』、亜洲周刊中文十大好書。
2008年、『啓蒙時代』、第二回紅楼夢賞審査員賞。
2008年、『啓蒙時代』、華語文学伝媒大賞年度小説家賞。
2011年、『天香』、年度優秀女性文学賞。 
2012年、『教育的意義』、華文最佳散文賞。
2012年、『天香』、第二回施耐庵文学賞。
2012年、『天香』、第四回紅楼夢賞最優秀賞。
2013年、フランス芸術文化勲章。

## 派生作品
- 映画『長恨歌』、監督スタンリー・クワン、主演サミー・チェン。
- テレビドラマ 『長恨歌』、監督丁黒、主演謝君豪、張可頤、黄奕、呉興国、陳莉娜。